# Inglaterra en la Copa Mundial de Rugby de 2007

Alineación titular.

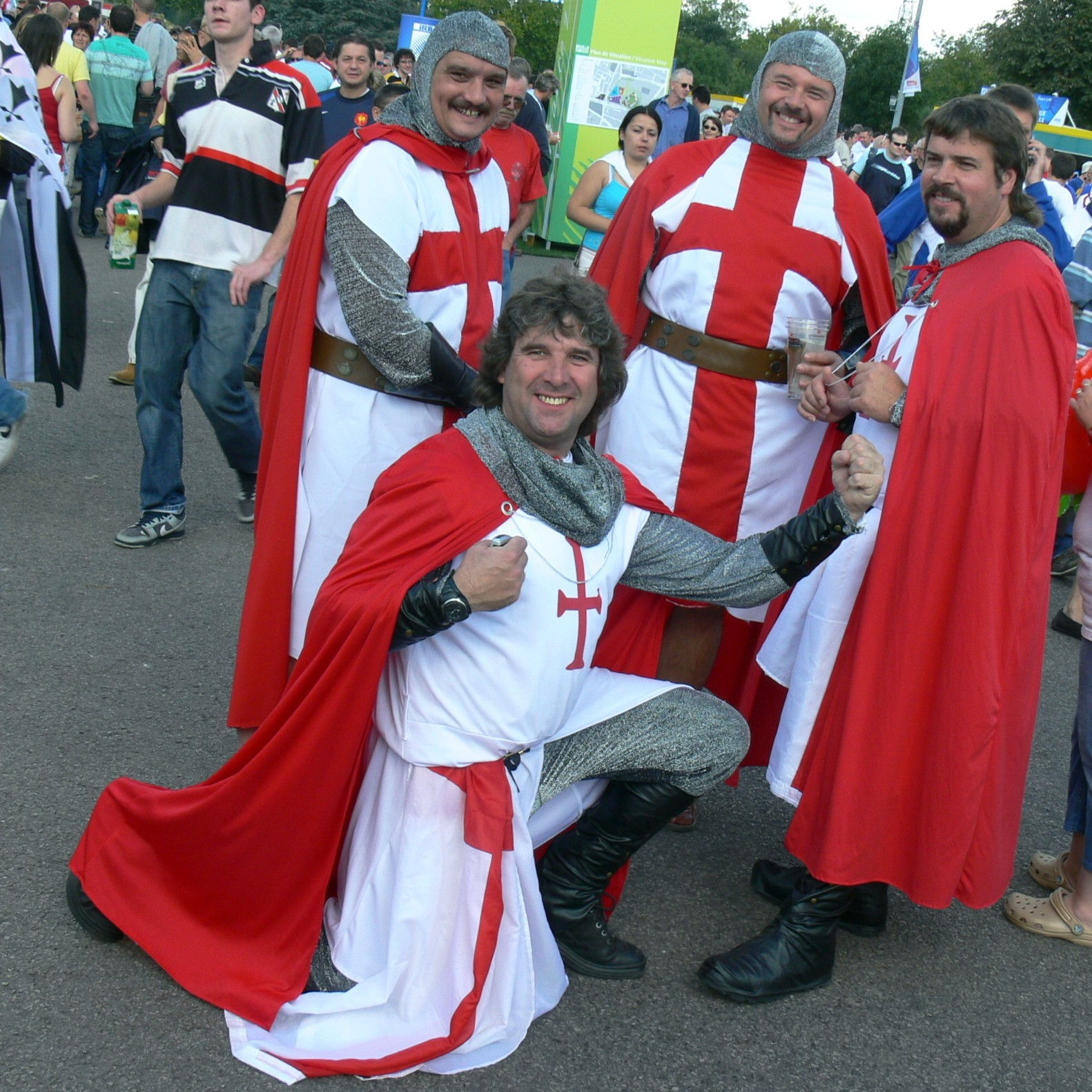
Fanáticos, 22 de septiembre de 2007.

La Rosa fue una de las 20 naciones participantes de la Copa Mundial de Rugby de 2007 que se realizó por vez primera en Francia.
A la sexta participación inglesa no se le exigía nada, debido a la consagración en el campeonato anterior. Pero un excelente plantel logró hacer uno de los mejores desempeños de toda su historia y casi alcanzó el segundo título.

## Plantel
Ashton (61 años) fue el entrenador en jefe, lamentó no poder convocar a los lesionados: Charlie Hodgson, Steve Thompson y Mike Tindall.
Noon se lesionó en la primera prueba contra Sudáfrica y fue reemplazado por Flood. Mientras que Lewsey resultó lesionado ante Francia y lo reemplazó Abendanon.
Los partidos de prueba son hasta antes del inicio del mundial y las edades corresponden al día de la final.
|                          | Jugador            | Edad    | Posición      | Pruebas | Equipo                                |
| ------------------------ | ------------------ | ------- | ------------- | ------- | ------------------------------------- |
| Hookers y Pilares        |                    |         |               |         |                                       |
|                          | George Chuter      | 31 años | Hooker        | 12      | Leicester Tigers                      |
|                          | Perry Freshwater   | 34 años | Pilar         | 7       | Union Sportive Arlequins Perpignanais |
|                          | Lee Mears          | 28 años | Hooker        | 16      | Bath Rugby                            |
| 2                        | Mark Regan         | 35 años | Hooker        | 37      | Bristol Rugby                         |
| 1                        | Andrew Sheridan    | 27 años | Pilar         | 10      | Sale Sharks                           |
|                          | Matt Stevens       | 25 años | Pilar         | 11      | Bath Rugby                            |
| 3                        | Phil Vickery       | 31 años | Pilar         | 53      | Gloucester Rugby                      |
| Segundas líneas          |                    |         |               |         |                                       |
|                          | Steve Borthwick    | 28 años | Segunda línea | 28      | Bath Rugby                            |
| 5                        | Ben Kay            | 31 años | Segunda línea | 45      | Leicester Tigers                      |
| 4                        | Simon Shaw         | 34 años | Segunda línea | 36      | Wasps RFC                             |
| Alas y Octavos           |                    |         |               |         |                                       |
| 8                        | Nick Easter        | 29 años | Octavo        | 5       | Harlequins FC                         |
| 6                        | Martin Corry       | 34 años | Ala           | 55      | Leicester Tigers                      |
|                          | Lawrence Dallaglio | 35 años | Octavo        | 79      | Wasps RFC                             |
| 7                        | Lewis Moody        | 29 años | Ala           | 45      | Leicester Tigers                      |
|                          | Tom Rees           | 23 años | Ala           | 5       | Wasps RFC                             |
|                          | Joe Worsley        | 30 años | Ala           | 56      | Wasps RFC                             |
| Medios scrums            |                    |         |               |         |                                       |
| 9                        | Andy Gomarsall     | 33 años | Medio scrum   | 25      | Harlequins FC                         |
|                          | Shaun Perry        | 29 años | Medio scrum   | 10      | Bristol Bears                         |
|                          | Peter Richards     | 29 años | Medio scrum   | 6       | London Irish                          |
| Aperturas y Centros      |                    |         |               |         |                                       |
|                          | Olly Barkley       | 25 años | Apertura      | 16      | Bath Rugby                            |
| 12                       | Mike Catt          | 36 años | Centro        | 69      | London Irish                          |
|                          | Andy Farrell       | 32 años | Centro        | 3       | Saracens                              |
|                          | Toby Flood         | 22 años | Centro        | 9       | Newcastle Falcons                     |
|                          | Jamie Noon         | 28 años | Centro        | 24      | Newcastle Falcons                     |
| 13                       | Mathew Tait        | 21 años | Centro        | 11      | Newcastle Falcons                     |
| 10                       | Jonny Wilkinson    | 28 años | Apertura      | 57      | Newcastle Falcons                     |
| Fullbacks y Wings        |                    |         |               |         |                                       |
|                          | Nick Abendanon     | 21 años | Wing          | 2       | Bath Rugby                            |
|                          | Mark Cueto         | 27 años | Fullback      | 19      | Sale Sharks                           |
|                          | Dan Hipkiss        | 25 años | Wing          | 1       | Leicester Tigers                      |
| 11                       | Josh Lewsey        | 30 años | Wing          | 47      | Wasps RFC                             |
| 15                       | Jason Robinson     | 33 años | Fullback      | 51      | Libre                                 |
| 14                       | Paul Sackey        | 27 años | Wing          | 2       | Wasps RFC                             |
| Entrenador: Brian Ashton |                    |         |               |         |                                       |

## Participación
Inglaterra integró el Grupo A junto con los favoritos Springboks, los débiles Estados Unidos y las siempre duras Samoa y Tonga. Se estimaba que los africanos ganarían el grupo y los ingleses clasificarían segundos, venciendo a los demás: tal pronóstico se cumplió.

### Fase final

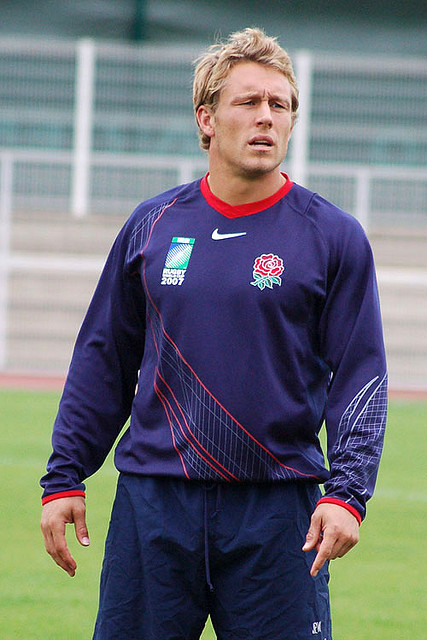
Wilkinson fue vital en la eliminación directa.

En cuartos debieron cruzarse a los Wallabies, repitiendo la última final, dirigidos por John Connolly y alineados: Stephen Moore, Nathan Sharpe, la estrella George Smith, George Gregan, el capitán Stirling Mortlock y Lote Tuqiri. La Rosa logró pasar agónicamente, gracias al poder de sus forwards y cuatro penales de Wilkinson.
Las semifinales los cruzó con los favoritos y locales: Les Bleus, repitiendo las semifinales del mundial anterior para un nuevo Le Crounch, entrenada por Bernard Laporte y formada con: el capitán Raphaël Ibáñez, Fabien Pelous, la estrella Thierry Dusautoir, Jean-Baptiste Élissalde, el fuerte Yannick Jauzion y Vincent Clerc. En una prueba muy pareja donde se notó en los franceses la presión de ser local, a dos minutos del final Wilkinson anotó un drop y sentenció el 9–14.

### Final
El 20 de octubre enfrentaron nuevamente a Sudáfrica, del técnico Jake White y diagramada: el capitán John Smit, Victor Matfield, la estrella Schalk Burger, Fourie du Preez y la promesa François Steyn. En un nivel muy alto que pudo inclinar la victoria para los ingleses, los africanos presionaron intensamente y consiguieron más penales; un espléndido Percy Montgomery logró mantener la ventaja y llevar la copa a Sudáfrica.

## Legado
El equipo inglés de los años 2000 es considerado su mejor de todos los tiempos, obviamente por haber alcanzado la final del mundial en las dos ocasiones posibles y obtener su único título.
Inglaterra es la primera y única selección del hemisferio norte que ganó un mundial, 20 años después y la hazaña aun no fue igualada.